# Lac de Sarrouès
Le lac de Sarrouès est un lac pyrénéen français situé administrativement dans la commune de Tramezaigues dans le département des Hautes-Pyrénées en région Occitanie.
C’est un lac naturel qui a une superficie de 0,5 ha pour une altitude de 2 517 m.

## Géographie
Le lac est situé en vallée d'Aure dans la vallée du Moudang, dans le sud-est du département français des Hautes-Pyrénées.

### Topographie
| Pic de Sarrouyes (2 676 m) | Montagne de Lassas |                           |
| Pic de Garlitz (2 798 m)   | lac de Sarrouès    | Pic d’Aret (2 935 m)      |
|                            |                    | Pic de Sarrouès (2 826 m) |

### Hydrologie
Le lac a pour émissaire le ruisseau de Lassas affluent droit de la Neste d'Aure.

## Protection environnementale
Le lac fait partie d'une zone naturelle protégée, classée ZNIEFF de type 1 : Haute vallée d'Aure en rive droite, de Barroude au col d'Azet

## Voies d'accès
Pour atteindre le lac depuis le Moudang (nord) il faut passer par un chemin en direction des grandes de Moudang en longeant la Neste du Moudang, puis acceder au pas du Moudang (2 664 m).